# Beinn Aoidhdailean
Beinn Aoidhdailean är ett berg i Storbritannien.   Det ligger i kommunen Highland och riksdelen Skottland, i den nordvästra delen av landet, 700 km nordväst om huvudstaden London. Toppen på Beinn Aoidhdailean är 634 meter över havet.
Terrängen runt Beinn Aoidhdailean är huvudsakligen kuperad.  Trakten runt Beinn Aoidhdailean är nära nog obefolkad, med mindre än två invånare per kvadratkilometer. Närmaste större samhälle är Glenelg, 8,9 km nordväst om Beinn Aoidhdailean. Trakten runt Beinn Aoidhdailean består i huvudsak av gräsmarker.